# Rod Thorn
Rodney King « Rod » Thorn (né le 23 mai 1941 à Princeton, Virginie-Occidentale) est un, joueur, entraîneur et dirigeant américain de basket-ball. En 2010, il est président de la franchise NBA des Sixers de Philadelphie.

## Biographie
Athlète complet en basket-ball et baseball, Thorn rejoint les Mountaineers l'université de Virginie-Occidentale, où il est All-American en basket-ball, tout en jouant pour l'équipe de baseball de WVU.
Lors de la draft 1963, Thorn est le second joueur drafté par les Bullets de Baltimore. Il est nommé dans la NBA All-Rookie Team, mais est transféré par les Bullets à la suite de sa première saison. Après de brefs passages à Detroit et Saint-Louis, il termine sa carrière de joueur avec les SuperSonics de Seattle où il joue de 1967 à 1971.
À la fin de sa carrière, Thorn demeure chez les SuperSonics en tant qu'entraîneur assistant et passe son diplôme à l'université de Washington de sciences politiques.
En 1973, son ancien coéquipier Kevin Loughery engage Thorn en tant qu'entraîneur assistant des Nets de New York. Les Nets remportent lors de la saison 1973-1974 le titre de champions ABA, menés par Julius Erving.
Thorn devient ensuite entraîneur de l'équipe ABA des Spirits of St. Louis en 1975, mais après un départ à 20 victoires - 27 défaites, il est licencié en cours de saison en décembre 1975 et est remplacé par Joe Mullaney pour le reste de la saison.
En 1978, Thorn devient general manager des Bulls de Chicago et joue un rôle clé dans le recrutement de Michael Jordan lors de la draft 1984, bien qu'il ne fut pas convaincu de ses qualités, déclarant qu'"Il n'y avait plus de joueurs de sept pieds disponibles" (2m13) et que "Jordan n'allait pas transformer la franchise". Thorn sélectionne aussi la star de l'athlétisme, Carl Lewis plus tard lors de la même draft, surtout pour des perspectives publicitaires; Lewis ne jouant jamais pour les Bulls. Thorn est brièvement entraîneur des Bulls lors de la saison 1981-1982.
De 1986 à 2000, Thorn est nommé NBA's Executive Vice President of Basketball Operations.
Thorn rejoint les Nets du New Jersey en 2000 et est nommé NBA Executive of the Year en 2002 après que les Nets ont atteint deux fois les Finales NBA pour la première fois de l'histoire de la franchise. À l'été 2010, il quitte le poste de président des Nets pour devenir président des Sixers de Philadelphie.
En 2018, il est intronisé au Basketball Hall of Fame.